# 연병호
연병호(延秉昊, 1894년 11월 22일~1963년 1월 25일)는 일제강점기 대한민국 임시정부 임시의정원 의원을 역임한 독립운동가이자 대한민국의 정치인이다.

## 생애
청안중명학교와 북간도 창동학원, 중화민국에 건너가 적을 두며 베이징에서 광복군의 소개로 리다자오와 한때 만남을 갖기도 했으며 때로는 심하게 다투면서 러시아를 통한 대한민국의 독립 지원금을 최대한 유치하기 위해 분투하였다. 일본 제국에 의하여 대한민국의 주권이 강탈 당하자 국외로 망명하여 만주·난징·상하이 등지로도 전전하며 활동하였다. 독립운동으로 투옥된 적이 있으며 지린 군정서 분서조직, 서기장 참모를 역임하고, 1919년 대한민국 임시정부가 수립되자 이에 참여하였고 국내에서 임시정부를 후원하기로 하고 동지 송세호(宋世浩)와 함께 입국하여 이병철(李秉澈)·조용주(趙鏞周) 등을 포섭, 비밀항일운동단체인 청년외교단(靑年外交團)을 조직하였다. 이 단체의 설립목적은 국내의 정보를 수집하여 임시정부에 제공하며 독립운동자금을 모금하여 정부에 송금하는 것을 주요골자로 하였다. 이 목적을 위하여 여성들의 비밀결사인 대한애국부인회(大韓愛國婦人會)와 긴밀한 협조를 취하며 군자금모금활동을 전개하다가 일본경찰에 잡혀 1920년 대구지방법원에서 징역 3년형이 언도되었다. 1922년 출옥하자 상하이로 건너가 안창호·여운형 등과 같이 시사책진회(時事策進會)를 조직하여 활동하였고, 그 뒤 대한민국 임시정부 임시의정원에서 의원으로 활동하였다. 또한 동아혁명위원회를 조직하였으며, 한국혁명당 중앙집행위원 겸 선전부장, 경성대한민국임시정부환영회 영접부장, 한국독립당 중앙집행위원, 한국독립당 선열사적조사위원장 겸 훈련부장, 대한민국정무위원 겸 농민부장을 역임하였다. 1963년 건국훈장 독립장이 추서되었다.
2002년 1월 11일에는 충청북도 증평군 도안면 석곡리에 소재한 생가가 충청북도기념물 제122호로 지정되었다.

## 가족
형 연병환, 동생 연병주, 연병오가 있다.

## 역대 선거 결과
|  | 77.54% |

|  | 16.01% |

|  | 19.43% |

## 관련 문화재
- 증평 연병호 생가 - 충청북도 기념물 제122호 (2002년 1월 11일 지정)

## 참고자료
- 《대한민국 의정총람》, 국회의원총람발간위원회, 1994년
- 연병호 - 대한민국헌정회
- 연병호(延秉昊) - 한국학중앙연구원
- 《한국독립운동사3》(국사편찬위원회, 1967년)
- 《대한민국독립운동공훈사》(金厚卿·申載洪, 韓國民族運動硏究所, 1971년)

1. ↑  한국민족문화대백과사전
2. ↑  한국민족문화대백과사전